# 8182 Акіта
8182 Акіта (1992 TX, 1987 QR12, 1990 FX4, 1992 SR26, 1994 BJ5, 1995 GT8, 8182 Akita) — астероїд головного поясу, відкритий 1 жовтня 1992 року.
Тіссеранів параметр щодо Юпітера — 3,289.